# Gonatodes ceciliae
Gonatodes ceciliae este o specie de șopârle din genul Gonatodes, familia Gekkonidae, descrisă de Donoso-barros 1966. Conform Catalogue of Life specia Gonatodes ceciliae nu are subspecii cunoscute.